# Oda Nobuhide
Oda Nobuhide 1510-ben született Owari tartományban, Oda Nobusada legidősebb fiaként, aki az Oda klán feje és shugodai-a volt Owari alsó tartományának. Nobuhide az Oda klán feje lett, amikor apja, Nobusada 1538-ban meghalt, és nyílt háborúba keveredett, amikor északon szembeszállt Saitō Dōsannal, Mino tartomány daimjójával, keleten pedig Imagawa Yoshimotoval, Mikawa, Suruga és Totomi tartományok daimjójával.

## Élete
1540-ben Nobuhide megtámadta és elfoglalta Anjō várát, amelyet a Matsudaira klán birtokolt. Segítségére Mizuno Tamasa volt és fiát, Oda Nobuhiro-t tette meg a kastély urává.
1542-ben legyőzte Imagawa Yoshimotót az első azukizakai csatában. Nobuhide-nak sikerült helytállnia ellenfeleivel szemben, de soha nem tudta teljesen egyesíteni Owarit az Oda klánon belüli állandó belső harcok miatt, amelyek megakadályozták a teljes győzelmet.
1547-ben Nobuhide vereséget szenvedett Saitō Dōsantól a kanōguchi csatában.
1548-ban Imagawa Yoshimoto legyőzte Nobuhidét a második azukizakai csatában, és 1560-ig folytatta a terület kiterjesztését.
1549-ben Nobuhide békét kötött Dōsannal azzal, hogy politikai házasságot kötött legidősebb fia, Oda Nobunaga és Saitō Dōsan lánya, Nōhime. Dōsan támogatta a házasságot, amely lehetővé tette, hogy Nobuhide a Yoshimotoval való szembenézésre összpontosítson. Dicsőségének egyik pillanatában Nobuhide-nak sikerült elfognia Matsudaira Hirotada Matsudaira Motoyasuját (később Tokugawa Ieyasuként ismerték) túszként Yoshimoto felé vezető úton, és így megvethette a lábát Mikawában.
Nobuhide 1551-ben váratlanul meghalt, földi maradványait pedig egy kevéssé ismert sikátorban temették el Nagojaban, az Osu Kannon templom közelében.
 

## Fordítás
- Ez a szócikk részben vagy egészben  az   Oda Nobuhide című angol Wikipédia-szócikk ezen változatának fordításán alapul.  Az eredeti cikk szerkesztőit annak laptörténete sorolja fel. Ez a jelzés csupán a megfogalmazás eredetét és a szerzői jogokat jelzi, nem szolgál a cikkben szereplő információk forrásmegjelöléseként.